# كرسول سنبلي
كرسول سنبلي (الاسم العلمي:Crassula spiciformis) هو نوع نباتي يتبع جنس الكرسول من فصيلة الكرسولية.